# Lampadena dea
Lampadena dea és una espècie de peix de la família dels mictòfids i de l'ordre dels mictofiformes.
Els adults poden assolir 8,9 cm de longitud total. És un peix marí i d'aigües profundes que viu entre 1.500-2.390 m de fondària que es troba a l'Atlàntic, l'Índic i el Pacífic.